# 環境衛生監視員
環境衛生監視員（かんきょうえいせいかんしいん）とは、理容師法（昭和22年法律第234号）第13条、墓地、埋葬等に関する法律（昭和23年法律第48号）第18条、旅館業法（昭和23年法律第138号）第7条、公衆浴場法（昭和23年法律第139号）第6条、化製場等に関する法律（昭和23年法律第140号）第6条、クリーニング業法（昭和25年法律第207号）第10条、美容師法（昭和23年法律第163号）第14条及び建築物における衛生的環境の確保に関する法律（昭和45年法律第20号）第11条の規定に基づき、理容所、美容所、クリーニング所、旅館、興行場、公衆浴場等への立入調査や地域保健法による住宅、水道、下水道清掃、特定建築物やビルの環境衛生監視、プール、海水浴場、獘獣処理、火葬場、墓地、納骨堂の監視指導を行う者をいう。環境衛生監視員は国家公務員又は地方公務員の中から厚生労働大臣、知事（又は市長）が任命する。

## 資格
任用資格の要件については、法令ではなく、厚生省環境衛生局長通知（現厚生労働省）により、その基準が定められている。
しかし、食品衛生監視員や環境衛生指導員のように資格要件が法令で定められている性質のものではなく、また、今とは異なり上意下達の数十年も前に出された通知に過ぎないため、あくまでもこの通知に示す要件は望ましいレベルを示す目安にすぎないとされる。
実際、墓地埋葬法や化製場法などは市町村に権限委譲されている場合も多いが、多くの市町村では資格要件を満たす職員に発令できていないのが現状であり、その要件は形骸化している。
なお、資格要件の一つとして示されている国立保健医療科学院には「環境衛生科、衛生工学科、化学検査科又は細菌検査学科の課程」は現在は存在しない。
「環境衛生監視員の任命について」
（昭和42年1月11日環衛第7003号厚生省環境衛生局長通知）
- 1　医師、歯科医師、薬剤師又は獣医師
- 2　学校教育法（昭和22年法律第26号）に基づく大学若しくは高等専門学校、旧大学令（大正7年勅令第388号）に基づく大学又は旧専門学校令（明治36年勅令第61号）に基づく専門学校において、医学、歯学、薬学、獣医学、水産学、農学、工学、理学又は保健衛生学の課程を修めて卒業した者。
- 3　旧厚生省設置法第15条に規定する旧国立公衆衛生院（現・国立保健医療科学院）において環境衛生科、衛生工学科、化学検査科又は細菌検査学科の課程又は、これらに相当する課程を修了した者。